# Ferruccio Pelli
Ferruccio Pelli (* 16. April 1916 in Lugano; † 4. November 1995 ebenda; heimatberechtigt in Aranno) war ein Schweizer Rechtsanwalt, Politiker, Stadtpräsident von Lugano und Oberstbrigadier der Schweizer Armee.

## Leben
Der promovierte Jurist Ferruccio Pelli stammt aus einer Künstler- und Bauherrenfamilie aus Aranno mit einem Elternhaus in Pura. Seine Jugend verbrachte er in Lugano, wo er die obligatorische Schule besuchte und anschliessend das Liceo cantonale absolvierte. Er studierte Rechtswissenschaften an der Universität Bern. Nach einer Jugend, in der er eine führende Rolle in der Pfadfinderbewegung spielte, war er während des Zweiten Weltkriegs (1939–1944) als Offizier in der Schweizer Armee tätig. Am 1. Januar 1960 wurde er zum Oberstleutnant befördert, als Milizoffizier erhielt er im Rang eines Oberstbrigadiers das Kommando der Grenzbrigade 9.
Er wurde Rechtsanwalt und Notar in Lugano. Er war 1950 Gründungsmitglied der Sektion Lugano des Lions Club International und wurde 1959/1960 Governor für die ganze Schweiz. Im Jahr 1954 wurde er zum Stadtrat gewählt, 1968 trat er als Stadtpräsident in die Nachfolge seines Namensvetters Paride Pelli, der plötzlich verstorben war. Er blieb bis 1984 im Amt.
Er war auch zwei Amtszeiten lang Mitglied des Tessiner Grossen Rates  und Präsident der radikalen liberalen Luganeser Tageszeitung Gazzetta Ticinese. Als Politiker von Lugano setzte er sich auch für den Bau des neuen Bürgerspitals und die Gründung der Verzasca SA ein, einer Wasserkraftgesellschaft mit gemischter Beteiligung des Kantons (1⁄2) und der Stadt Lugano (2⁄3), die den Verzasca-Staudamm baute und seither verwaltet, wobei er die Rolle des Verwaltungsratspräsidenten übernahm. Unter seiner Leitung fand die erste Gemeindefusion Luganos mit den damaligen Gemeinden Castagnola und Brè statt. Fast zwei Jahrzehnte lang präsidierte er den Verwaltungsrat der Banca dello Stato del Cantone Ticino.